# Janez Trstenjak
Janez Trstenjak, slovenski rodoljub, * 30. maj 1823, Cogetinci, † 16. junij 1856, Grabonoški Vrh.

## Življenje
Oče mu je bil kmet Blaž, mati mu je bila kmetica Marija (rojena Rotar).
Ljudsko šolo je obiskoval v Cerkvenjaku, gimnazijo pa v Mariboru med letoma 1836 in 1842 in nato študij filozofije in teologije v Gradcu. Mašnik je postal leta 1848. Najprej je bil supernumerarij pri Sv. Barbari v (Cirkulanah), med letoma 1848-1849, nato pa kaplan pri Sv. Andražu v Slov. goricah v letih 1849-1851. Zaradi jetike se je moral začasno upokojiti, in je nekaj časa živel v Bišu. Po rahlem okrevanju je postal grajski duhovnik v Podčetrtku, leta 1853 kaplan na Muti, leto pozneje v Ernovžu (Erenhausen) ko ga je napredujoča bolezen prisilila do končne upokojitve. Kot deficient se je preselil v domačo župnijo in tu živel do smrti leta 1856.

## Delo
Osveščen zaradi stikov z drugimi slovenskimi rodoljubi se je začel potegovati za pravice Slovencev, zlasti slovenskega jezika, zavzemal pa se je tudi za enoten slovenski knjižni jezik in črkopis. Zbiral je slovenske narodne pesmi in pripovedke ter zapisoval ljudske običaje. Bil je zagovornik delovanja Mohorjeve družbe. Svoje narodne nazore in dela je objavil v Novicah, v svoje objave pa so ga, tudi neimenovano, vključevali drugi zbiralci narodnega blaga.

## Vir
- Vrbnjak Viktor. »Trstenjak Janez«. Slovenski biografski leksikon. Ljubljana: ZRC SAZU, 2013 – prek Slovenska biografija.
- Bernard Rajh; Marjan Toš, ur. (2001). Podoba kraja Občine Cerkvenjak. Slovenskogoriški forum. COBISS 45861121. ISBN 961-90917-0-1.